# Каскад (хімія)
Каскад (англ. cascade) :
- 1. У фізико-органічній хімії — послідовність реакцій, що відбуваються одна за одною, де кожна попередня реакція активує перебіг наступної.
- 2. У радіохімії — два або більше різних гамма-випромінень,  що випромінюються послідовно з ядра, коли воно послідовно переходить з одного на інший енергетичний рівень.
- 3. У біохімії — послідовність хімічних реакцій, коли продукт попередньої є субстратом наступної реакції.